# Marnans
Marnans là một xã thuộc tỉnh Isère trong vùng Rhône-Alpes đông nam nước Pháp. Xã này nằm ở khu vực có độ cao từ 441-630 mét trên mực nước biển. Theo điều tra dân số năm 1999 của INSEE có dân số là 117 người.